# Campeonato Apertura 2023 (Costa Rica)
El Campeonato Apertura 2023 fue la 121.ª edición del campeonato de liga de la Primera División del fútbol costarricense, que dio inicio a la temporada 2023-24.
Como novedad se da el regreso del Municipal Liberia luego de cinco años, tras lograr el cetro de la Liga de Ascenso de la temporada 2022-2023.
El dedicado de este torneo será el exfutbolista Alfonso "Magus" Brenes. Debutó en la Primera División en 1973 militó en el fútbol nacional con el Cartaginés y el Deportivo Saprissa, fue campeón nacional con los morados en 1982. Además disputó seis partidos sin anotar goles con la selección de Costa Rica, entre 1975 y 1976.

## Sistema de competición
El torneo de la Liga Promerica está conformado en dos partes:
- Fase de clasificación: Se integra por las 22 jornadas del torneo.
- Fase final: Se integra por los partidos de semifinal y final.
- Gran final: Se integra por los partidos de final.

### Fase de clasificación
En la fase de clasificación se observará el sistema de puntos. La ubicación en la tabla general está sujeta a lo siguiente:
- Por juego ganado se obtendrán tres puntos.
- Por juego empatado se obtendrá un punto.
- Por juego perdido no se otorgan puntos.

En esta fase participan los 12 clubes de la Liga Promerica jugando en cada torneo todos contra todos durante las 22 jornadas respectivas, a visita recíproca.
El orden de los clubes al final de la fase de calificación del torneo corresponderá a la suma de los puntos obtenidos por cada uno de ellos y se presentará en forma descendente. Si al finalizar las 22 jornadas del torneo, dos o más clubes estuviesen empatados en puntos, su posición en la tabla general será determinada atendiendo a los siguientes criterios de desempate:
1. Mayor diferencia positiva general de goles. Este resultado se obtiene mediante la sumatoria de los goles anotados a todos los rivales, en cada campeonato menos los goles recibidos de estos.
2. Mayor cantidad de goles a favor, anotados a todos los rivales dentro de la misma competencia.
3. Mejor puntuación particular que hayan conseguido en las confrontaciones particulares entre ellos mismos.
4. Mayor diferencia positiva particular de goles, la cual se obtiene sumando los goles de los equipos empatados y restándole los goles recibidos.
5. Mayor cantidad de goles a favor que hayan conseguido en las confrontaciones entre ellos mismos.
6. Como última alternativa, la UNAFUT realizaría un sorteo para el desempate.

### Fase final
Los cuatro clubes calificados para esta fase del torneo serán reubicados de acuerdo con el lugar que ocupen en la tabla general al término de la jornada 22, con el puesto del número uno al club mejor clasificado, y así hasta el número cuatro. Los partidos a esta fase se desarrollarán a visita, en las siguientes etapas:
- Semifinales
- Final

Los clubes vencedores en los partidos de semifinal serán aquellos que en los dos juegos anoten el mayor número de goles. De existir empate en el número de goles anotados, la posición se definirá a favor del club con mayor cantidad de goles a favor cuando actúe como visitante. Si persiste la igualdad en los marcadores, se darán treinta minutos de tiempo suplementario en los cuales ya no valdría la regla de gol de visita. Los equipos tendrán derecho a una sustitución adicional y si vuelve a haber empate, los lanzamientos desde el punto de penal definirán al vencedor.
Los partidos de semifinales se jugarán de la siguiente manera:
En la final participarán los dos clubes vencedores de las semifinales, donde el equipo que cierra la serie será aquel que haya conseguido la mejor posición en la tabla. El ganador se asegura un lugar a la gran final en caso de ser un equipo distinto al que finalizó líder de la fase regular.

### Gran final
Disputará el título, mediante una gran final, el club que haya superado las dos series incluyendo al conjunto que fue líder de la fase general. Esta última etapa puede evitarse si el equipo líder de fase general fue el ganador de la final, quedando campeón de forma automática. Para la gran final, la regla de gol de visita ya no tendría efecto.

## Equipos participantes

### Equipos por provincia
Para la temporada 2023-24, las provincias con más equipos en la Primera División son San José y Alajuela con tres.
| Saprissa Guanacasteca Sporting Herediano Grecia Alajuelense San Carlos Pérez Zeledón Liberia Cartaginés Santos Puntarenas |

| Provincia  | N.º | Equipos                            |
| ---------- | --- | ---------------------------------- |
| San José   | 3   | Pérez Zeledón, Saprissa y Sporting |
| Alajuela   | 3   | Alajuelense, Grecia y San Carlos   |
| Limón      | 1   | Santos                             |
| Cartago    | 1   | Cartaginés                         |
| Guanacaste | 2   | Guanacasteca y Municipal Liberia   |
| Heredia    | 1   | Herediano                          |
| Puntarenas | 1   | Puntarenas                         |

### Ascenso y descenso
| Pos. | Descendido de 1.ª División |
| ---- | -------------------------- |
| 12.º | Guadalupe F.C.             |

| Pos. | Ascendido de 2.ª División |
| ---- | ------------------------- |
| 1.º  | Municipal Liberia         |

### Información de los equipos
| Equipo        | Ciudad                   | Entrenador         | Capitán            | Estadio           | Aforo  | Proveedor   | Patrocinador principal (en la equipación) | Transmisión (televisora principal) |
| ------------- | ------------------------ | ------------------ | ------------------ | ----------------- | ------ | ----------- | ----------------------------------------- | ---------------------------------- |
| Alajuelense   | Alajuela                 | Andrés Carevic     | Giancarlo González | Morera Soto       | 17 700 | Umbro       | Kölbi                                     |                                    |
| Cartaginés    | Cartago                  | Mauricio Wright    | Allen Guevara      | "Fello" Meza      | 12 880 | Monarca     | Banco Nacional                            |                                    |
| Grecia        | Grecia                   | Javier San Román   | Jean Carlo Agüero  | Allen Riggioni    | 4 000  | Textiles JB | Super Rosvil                              |                                    |
| Guanacasteca  | Nicoya                   | Horacio Esquivel   | Pedro Leal         | Chorotega         | 5 500  | OLE Sports  | Banco Nacional                            |                                    |
| Herediano     | Heredia                  | Breansse Camacho   | Yeltsin Tejeda     | Carlos Alvarado   | 2 400  | Pirma       | Kölbi                                     |                                    |
| Liberia       | Liberia                  | Minor Díaz         | Ignacio Gómez      | Edgardo Baltodano | 7 000  | Monarca     | Universidad Isaac Newton                  |                                    |
| Puntarenas    | Puntarenas               | Roberto Wong       | Asdrúbal Gibbons   | "Lito" Pérez      | 4 105  | Textiles JB | Tigo                                      |                                    |
| Pérez Zeledón | San Isidro de El General | Géiner Segura      | Christian Reyes    | Municipal         | 6 000  | Textiles JB | Transportes Arguedas                      |                                    |
| San Carlos    | Ciudad Quesada           | Luis Antonio Marín | Jonathan McDonald  | Carlos Ugalde     | 7 000  | Monarca     | Coopelesca                                |                                    |
| Santos        | Guápiles                 | Randall Row        | Starling Matarrita | Ebal Rodríguez    | 3 300  | ViveSports  | COLONO Construcciones                     |                                    |
| Saprissa      | San Juan de Tibás        | Vladimir Quesada   | Mariano Torres     | Ricardo Saprissa  | 20 558 | Kappa       | BAC Credomatic                            |                                    |
| Sporting      | Pavas                    | Francisco Palencia | José Miguel Cubero | Ernesto Rohrmoser | 3 000  | Monarca     | DoradoBet                                 |                                    |

#### Relevo de entrenadores
| Equipo        | Entrenador (Jornadas) | Fecha de vacante | Tipo de despido                                  | Posición en la tabla | Entrenador entrante | Fecha de nombramiento |
| ------------- | --------------------- | ---------------- | ------------------------------------------------ | -------------------- | ------------------- | --------------------- |
| Puntarenas    | Géiner Segura         | 31 de julio      | Recisión de contrato                             | 8                    | César Alpízar(*)    | 31 de julio           |
| Puntarenas    | César Alpízar         | 6 de agosto      | Fin del Interinato                               | 8                    | Diego Vásquez       | 7 de agosto           |
| Puntarenas    | Diego Vásquez         | 30 de octubre    | Recisión de contrato                             | 9                    | Roberto Wong        | 30 de octubre         |
| Grecia        | Mauricio Wright       | 6 de agosto      | Recisión de contrato                             | 12                   | Alexander Vargas    | 8 de agosto           |
| Grecia        | Alexander Vargas      | 15 de septiembre | Renuncia                                         | 12                   | Javier San Román    | 16 de septiembre      |
| Pérez Zeledón | Luis Marín            | 7 de agosto      | Recisión de contrato                             | 9                    | Géiner Segura       | 7 de agosto           |
| San Carlos    | Víctor Abelenda       | 10 de septiembre | Recisión de contrato                             | 11                   | Luis Marín          | 11 de septiembre      |
| Cartaginés    | Paulo César Wanchope  | 6 de octubre     | Recisión de contrato                             | 3                    | Mauricio Wright     | 6 de octubre          |
| Herediano     | Jeaustin Campos       | 29 de noviembre  | Sanción de 6 meses por parte del comité de ética | Semifinales          | Breansse Camacho(*) | 29 de noviembre       |

(*) Interino

## Estadios
|                                                                                         |                                                                                        |                                                                                              |
|                                                                                         |                                                                                        |                                                                                              |
| Estadio Ricardo Saprissa Ciudad: Tibás, San José Capacidad: 21 456 Club: Saprissa       | Estadio Morera Soto Ciudad: Alajuela Capacidad: 17 700 Club: Alajuelense               | Estadio "Fello" Meza Ciudad: Cartago Capacidad: 8 831 Club: Cartaginés                       |
|                                                                                         |                                                                                        |                                                                                              |
| Estadio Carlos Alvarado Ciudad: Santa Bárbara, Heredia Capacidad: 2 400 Club: Herediano | Estadio "Lito" Pérez Ciudad: Puntarenas Capacidad: 4 105 Club: Puntarenas              | Estadio Carlos Ugalde Ciudad: San Carlos, Alajuela Capacidad: 4 080 Club: San Carlos         |
|                                                                                         |                                                                                        |                                                                                              |
| Estadio Chorotega Ciudad: Nicoya, Guanacaste Capacidad: 4 000 Club: Guanacasteca        | Estadio Municipal Ciudad: Pérez Zeledón, San José Capacidad: 3 259 Club: Pérez Zeledón | Estadio Ernesto Rohrmoser Ciudad: Pavas, San José Capacidad: 3 000 Club: Sporting            |
|                                                                                         |                                                                                        |                                                                                              |
| Estadio Allen Riggioni Ciudad: Grecia, Alajuela Capacidad: 2 749 Club: Grecia           | Estadio Ebal Rodríguez Ciudad: Guápiles, Limón Capacidad: 2 250 Clubes: Santos         | Estadio Edgardo Baltodano Briceño Ciudad: Liberia, Guanacaste Capacidad: 7 000 Club: Liberia |

## Justicia deportiva
Los árbitros de cada partido son designados por una comisión creada para tal objetivo e integrada por representantes de la Federación Costarricense de Fútbol. Para este torneo, los colegiados de la categoría son los siguientes (se muestra entre paréntesis su nombramiento internacional y el año desde que recibieron la distinción). Los árbitros que no pasen las pruebas físicas previo al inicio del torneo serán excluidos del mismo por un periodo determinado hasta que logren la aprobación.
- Adrián Chinchilla Chaves
- Brayan Cruz Miranda
- Cristian Rodríguez Rodríguez
- Hugo Cruz Alvarado
- Keylor Herrera Villalobos (árbitro FIFA) (2019)
- Andrey Vega Chinchilla
- Jesús Montero Fuentes
- Pedro Navarro
- Reinaldo Sequeira Fallas
- Allen Quirós Núñez
- Rigo Prendas González
- Danny Lobo Rodríguez
- David Gómez Araya
- Geiner Zúñiga Molina
- Benjamín Pineda (árbitro FIFA) (2019)
- Carlos Salazar Obando
- Christian Hernández Arias
- Henry Bejarano Matarrita (árbitro FIFA) (2011)
- Jimmy Torres Taylor
- Juan Gabriel Calderón (árbitro FIFA) (2017)
- Ricardo Montero Araya (árbitro FIFA) (2011)
- Steven Madrigal Fallas
- William Matus Vargas

### Uniformes
| Uniforme Arbitral Rosa | Uniforme Arbitral Amarillo | Uniforme Arbitral Naranja | Uniforme Arbitral Gris |

## Fase de clasificación

### Tabla de posiciones
| Pos. | Equipo             | Pts. | PJ | G  | E | P  | GF | GC | Dif. |  |
| ---- | ------------------ | ---- | -- | -- | - | -- | -- | -- | ---- |  |
| 1    | Deportivo Saprissa | 55   | 22 | 18 | 1 | 3  | 53 | 19 | +34  |  |
| 2    | L. D. Alajuelense  | 46   | 22 | 14 | 4 | 4  | 42 | 23 | +19  |  |
| 3    | C. S. Herediano    | 43   | 22 | 13 | 4 | 5  | 43 | 20 | +23  |  |
| 4    | C. S. Cartaginés   | 37   | 22 | 11 | 4 | 7  | 36 | 28 | +8   |  |
| 5    | A. D. Guanacasteca | 37   | 22 | 11 | 4 | 7  | 28 | 25 | +3   |  |
| 6    | A. D. San Carlos   | 26   | 22 | 7  | 5 | 10 | 26 | 28 | −2   |  |
| 7    | Sporting F. C.     | 26   | 22 | 7  | 5 | 10 | 26 | 35 | −9   |  |
| 8    | Santos de Guápiles | 23   | 22 | 5  | 8 | 9  | 17 | 26 | −9   |  |
| 9    | Municipal Liberia  | 22   | 22 | 5  | 7 | 10 | 36 | 43 | −7   |  |
| 10   | Puntarenas F. C.   | 18   | 22 | 6  | 3 | 13 | 26 | 34 | −8   |  |
| 11   | Pérez Zeledón      | 17   | 22 | 4  | 5 | 13 | 17 | 46 | −29  |  |
| 12   | Municipal Grecia   | 15   | 22 | 3  | 6 | 13 | 19 | 42 | −23  |  |

 Fuente: Liga Promerica
Notas:
1. ↑  El Puntarenas F. C. perdió 3 pts por no cumplir la regla sub21 al no sumar los 1,440 minutos.[4]

|  | Clasifica a gran final   |
|  | Clasifica a semifinales. |
|  | Último lugar.            |

### Evolución
| Jornada       | 1  | 2  | 3  | 4  | 5  | 6  | 7  | 8  | 9  | 10 | 11 | 12 | 13 | 14 | 15 | 16 | 17 | 18 | 19 | 20 | 21 | 22 |
| Equipo        |    |    |    |    |    |    |    |    |    |    |    |    |    |    |    |    |    |    |    |    |    |    |
| ------------- | -- | -- | -- | -- | -- | -- | -- | -- | -- | -- | -- | -- | -- | -- | -- | -- | -- | -- | -- | -- | -- | -- |
| Saprissa      | 3  | 3  | 3  | 3  | 1  | 1  | 2  | 2  | 2  | 2  | 2  | 2  | 1  | 1  | 1  | 1  | 1  | 1  | 1  | 1  | 1  | 1  |
| Alajuelense   | 5  | 4  | 4  | 4  | 2  | 2  | 1  | 1  | 1  | 1  | 1  | 1  | 2  | 2  | 2  | 2  | 2  | 2  | 2  | 2  | 2  | 2  |
| Herediano     | 1  | 1  | 1  | 2  | 4  | 5  | 4  | 4  | 3  | 3  | 3  | 4  | 4  | 4  | 4  | 4  | 4  | 4  | 4  | 3  | 3  | 3  |
| Cartaginés    | 4  | 2  | 2  | 1  | 3  | 3  | 3  | 3  | 4  | 4  | 4  | 3  | 3  | 3  | 3  | 3  | 3  | 3  | 3  | 4  | 4  | 4  |
| Guanacasteca  | 9  | 11 | 11 | 9  | 5  | 4  | 6  | 7  | 6  | 5  | 5  | 5  | 5  | 5  | 5  | 5  | 5  | 5  | 5  | 5  | 5  | 5  |
| San Carlos    | 2  | 5  | 5  | 6  | 9  | 9  | 10 | 11 | 11 | 11 | 10 | 10 | 10 | 11 | 11 | 11 | 11 | 10 | 10 | 9  | 7  | 6  |
| Sporting      | 7  | 6  | 8  | 5  | 6  | 7  | 7  | 9  | 9  | 9  | 9  | 9  | 9  | 8  | 6  | 7  | 8  | 7  | 7  | 6  | 6  | 7  |
| Santos        | 12 | 12 | 12 | 12 | 7  | 8  | 8  | 6  | 8  | 7  | 7  | 7  | 7  | 7  | 7  | 6  | 6  | 6  | 6  | 7  | 8  | 8  |
| Liberia       | 11 | 10 | 7  | 8  | 8  | 6  | 5  | 5  | 7  | 8  | 8  | 8  | 8  | 9  | 9  | 8  | 7  | 8  | 8  | 8  | 9  | 9  |
| Puntarenas    | 8  | 8  | 10 | 11 | 10 | 11 | 9  | 8  | 5  | 6  | 6  | 6  | 6  | 6  | 8  | 9  | 9  | 9  | 9  | 10 | 10 | 10 |
| Pérez Zeledón | 6  | 7  | 9  | 10 | 11 | 10 | 11 | 10 | 10 | 10 | 11 | 11 | 11 | 10 | 10 | 10 | 10 | 11 | 11 | 11 | 11 | 11 |
| Grecia        | 10 | 9  | 6  | 7  | 12 | 12 | 12 | 12 | 12 | 12 | 12 | 12 | 12 | 12 | 12 | 12 | 12 | 12 | 12 | 12 | 12 | 12 |

### Resumen de resultados
| Local / Visita     | ADG   | SCA   | CSC   | CSH   | SAP   | LIB   | LDA   | GRE   | MPZ   | PFC   | SAN   | SPO   |
| ------------------ | ----- | ----- | ----- | ----- | ----- | ----- | ----- | ----- | ----- | ----- | ----- | ----- |
| A. D. Guanacasteca |       | 0 - 0 | 1 - 2 | 0 - 1 | 0 - 1 | 4 - 2 | 3 - 2 | 0 - 0 | 1 - 2 | 3 - 2 | 1 - 0 | 3 - 1 |
| A. D. San Carlos   | 0 - 1 |       | 1 - 1 | 2 - 1 | 1 - 2 | 2 - 1 | 0 - 1 | 3 - 0 | 1 - 0 | 2 - 1 | 2 - 2 | 2 - 2 |
| C. S. Cartaginés   | 1 - 0 | 4 - 3 |       | 1 - 1 | 0 - 4 | 3 - 2 | 1 - 1 | 4 - 1 | 4 - 0 | 1 - 0 | 1 - 0 | 2 - 1 |
| C. S. Herediano    | 0 - 1 | 2 - 1 | 1 - 0 |       | 2 - 0 | 2 - 2 | 2 - 3 | 3 - 0 | 4 - 0 | 2 - 1 | 3 - 0 | 1 - 0 |
| Deportivo Saprissa | 4 - 0 | 2 - 1 | 2 - 1 | 1 - 2 |       | 2 - 0 | 1 - 0 | 7 - 0 | 4 - 0 | 4 - 1 | 2 - 0 | 2 - 1 |
| Municipal Liberia  | 0 - 1 | 0 - 1 | 2 - 1 | 1 - 4 | 1 - 2 |       | 3 - 3 | 1 - 1 | 3 - 0 | 0 - 0 | 1 - 1 | 2 - 1 |
| L. D. Alajuelense  | 3 - 4 | 3 - 0 | 2 - 0 | 1 - 0 | 2 - 1 | 3 - 3 |       | 2 - 0 | 2 - 0 | 2 - 0 | 4 - 0 | 1 - 2 |
| Municipal Grecia   | 1 - 2 | 1 - 0 | 3 - 4 | 0 - 0 | 1 - 2 | 2 - 3 | 1 - 2 |       | 2 - 2 | 1 - 1 | 0 - 0 | 0 - 1 |
| Pérez Zeledón      | 0 - 0 | 2 - 2 | 1 - 0 | 1 - 4 | 2 - 2 | 3 - 2 | 1 - 2 | 0 - 2 |       | 1 - 0 | 1 - 1 | 1 - 2 |
| Puntarenas F. C.   | 1 - 2 | 1 - 0 | 0 - 4 | 3 - 2 | 2 - 4 | 1 - 0 | 1 - 2 | 1 - 2 | 2 - 0 |       | 0 - 0 | 4 - 0 |
| Santos de Guápiles | 1 - 0 | 0 - 2 | 1 - 0 | 1 - 1 | 1 - 2 | 3 - 3 | 0 - 1 | 2 - 0 | 2 - 0 | 2 - 1 |       | 0 - 0 |
| Sporting F. C.     | 1 - 1 | 1 - 0 | 1 - 1 | 1 - 3 | 1 - 2 | 3 - 4 | 0 - 0 | 2 - 1 | 4 - 0 | 0 - 3 | 1 - 0 |       |

|  | Victoria del equipo local     |
|  | Empate                        |
|  | Victoria del equipo visitante |

## Resultados
- El calendario de los partidos se dio a conocer el 30 de junio de 2023.
- Los horarios corresponden al tiempo de Costa Rica (UTC-6).

| Municipal Liberia  | 1 - 4 | C. S. Herediano    | Edgardo Baltodano | 25 de julio | 20:00 |  |
| Pérez Zeledón      | 1 - 0 | Puntarenas F. C.   | Municipal         | 25 de julio | 20:15 |  |
| Santos de Guápiles | 0 - 1 | L. D. Alajuelense  | Ebal Rodríguez    | 26 de julio | 19:00 |  |
| Deportivo Saprissa | 2 - 1 | Sporting F. C.     | Ricardo Saprissa  | 26 de julio | 20:00 |  |
| A. D. San Carlos   | 3 - 0 | Municipal Grecia   | Carlos Ugalde     | 27 de julio | 19:30 |  |
| C. S. Cartaginés   | 1 - 0 | A. D. Guanacasteca | "Fello" Meza      | 27 de julio | 20:00 |  |

| L. D. Alajuelense  | 3 - 3 | Municipal Liberia  | Morera Soto       | 29 de julio | 18:00 |  |
| Puntarenas F. C.   | 0 - 0 | Santos de Guápiles | "Lito" Pérez      | 29 de julio | 19:00 |  |
| C. S. Herediano    | 4 - 0 | Pérez Zeledón      | "Coyella" Fonseca | 29 de julio | 20:30 |  |
| A. D. Guanacasteca | 0 - 1 | Deportivo Saprissa | Chorotega         | 30 de julio | 15:00 |  |
| Sporting F. C.     | 1 - 0 | A. D. San Carlos   | Ernesto Rohrmoser | 30 de julio | 17:00 |  |
| Municipal Grecia   | 3 - 4 | C. S. Cartaginés   | "Coyella" Fonseca | 30 de julio | 18:00 |  |

| A. D. Guanacasteca | 0 - 0 | A. D. San Carlos  | Chorotega         | 5 de agosto | 15:00 |  |
| Santos de Guápiles | 2 - 0 | Municipal Grecia  | Ebal Rodríguez    | 5 de agosto | 18:00 |  |
| Sporting F. C.     | 0 - 0 | L. D. Alajuelense | Ernesto Rohrmoser | 5 de agosto | 20:15 |  |
| Municipal Liberia  | 3 - 0 | Pérez Zeledón     | Edgardo Baltodano | 5 de agosto | 20:00 |  |
| C. S. Cartaginés   | 1 - 0 | Puntarenas F. C.  | "Fello" Meza      | 6 de agosto | 11:00 |  |
| Deportivo Saprissa | 1 - 2 | C. S. Herediano   | Ricardo Saprissa  | 6 de agosto | 17:00 |  |

| A. D. San Carlos   | 1 - 1 | C. S. Cartaginés   | Carlos Ugalde     | 11 de agosto | 19:30 |  |
| Municipal Grecia   | 0 - 1 | Sporting F. C.     | Rafael Bolaños    | 12 de agosto | 15:00 |  |
| Santos de Guápiles | 3 - 3 | Municipal Liberia  | Ebal Rodríguez    | 12 de agosto | 18:00 |  |
| C. S. Herediano    | 0 - 1 | A. D. Guanacasteca | "Coyella" Fonseca | 12 de agosto | 20:00 |  |
| Pérez Zeledón      | 1 - 2 | L. D. Alajuelense  | Municipal         | 13 de agosto | 16:00 |  |
| Puntarenas F. C.   | 2 - 4 | Deportivo Saprissa | "Lito" Pérez      | 13 de agosto | 18:00 |  |

| L. D. Alajuelense  | 3 - 0 | A. D. San Carlos   | Morera Soto       | 18 de agosto | 20:00 |  |
| Pérez Zeledón      | 1 - 1 | Santos de Guápiles | Municipal         | 19 de agosto | 17:00 |  |
| Deportivo Saprissa | 2 - 1 | C. S. Cartaginés   | Ricardo Saprissa  | 19 de agosto | 20:00 |  |
| A. D. Guanacasteca | 3 - 1 | Sporting F. C.     | Chorotega         | 20 de agosto | 15:00 |  |
| Municipal Liberia  | 1 - 1 | Municipal Grecia   | Edgardo Baltodano | 20 de agosto | 18:00 |  |
| Puntarenas F. C.   | 3 - 2 | C. S. Herediano    | "Lito" Pérez      | 21 de agosto | 15:00 |  |

| C. S. Cartaginés   | 1 - 0 | Santos de Guápiles | "Fello" Meza      | 25 de agosto | 20:00 |  |
| Municipal Grecia   | 2 - 2 | Pérez Zeledón      | Rafael Bolaños    | 26 de agosto | 15:00 |  |
| Sporting F. C.     | 3 - 4 | Municipal Liberia  | Ernesto Rohrmoser | 26 de agosto | 16:00 |  |
| A. D. San Carlos   | 1 - 2 | Deportivo Saprissa | Carlos Ugalde     | 26 de agosto | 19:00 |  |
| A. D. Guanacasteca | 3 - 2 | Puntarenas F. C.   | Chorotega         | 27 de agosto | 15:00 |  |
| C. S. Herediano    | 2 - 3 | L. D. Alajuelense  | "Coyella" Fonseca | 27 de agosto | 18:00 |  |

| Puntarenas F. C.   | 1 - 0 | A. D. San Carlos   | "Lito" Pérez      | 2 de septiembre | 15:00 |  |
| Pérez Zeledón      | 1 - 2 | Sporting F. C.     | Municipal         | 2 de septiembre | 15:00 |  |
| Municipal Liberia  | 2 - 1 | C. S. Cartaginés   | Edgardo Baltodano | 2 de septiembre | 17:30 |  |
| Santos de Guápiles | 1 - 0 | A. D. Guanacasteca | Ebal Rodríguez    | 2 de septiembre | 18:00 |  |
| C. S. Herediano    | 3 - 0 | Municipal Grecia   | "Coyella" Fonseca | 2 de septiembre | 20:00 |  |
| L. D. Alajuelense  | 2 - 1 | Deportivo Saprissa | Morera Soto       | 3 de septiembre | 17:00 |  |

| A. D. Guanacasteca | 1 - 2 | Pérez Zeledón      | Chorotega         | 9 de septiembre  | 15:00 |  |
| Sporting F. C.     | 0 - 3 | Puntarenas F. C.   | Ernesto Rohrmoser | 9 de septiembre  | 16:00 |  |
| A. D. San Carlos   | 2 - 2 | Santos de Guápiles | Carlos Ugalde     | 9 de septiembre  | 19:00 |  |
| Deportivo Saprissa | 2 - 0 | Municipal Liberia  | Ricardo Saprissa  | 9 de septiembre  | 20:00 |  |
| C. S. Cartaginés   | 1 - 1 | C. S. Herediano    | "Fello" Meza      | 10 de septiembre | 11:00 |  |
| Municipal Grecia   | 1 - 2 | L. D. Alajuelense  | "Coyella" Fonseca | 10 de septiembre | 16:00 |  |

| Santos de Guápiles | 0 - 0 | Sporting F. C.     | Ebal Rodríguez    | 12 de septiembre | 18:00 |  |
| Pérez Zeledón      | 2 - 2 | Deportivo Saprissa | Municipal         | 12 de septiembre | 20:00 |  |
| Municipal Grecia   | 1 - 2 | A. D. Guanacasteca | Rafael Bolaños    | 13 de septiembre | 15:00 |  |
| C. S. Herediano    | 2 - 1 | A. D. San Carlos   | "Coyella" Fonseca | 13 de septiembre | 18:00 |  |
| Puntarenas F. C.   | 1 - 0 | Municipal Liberia  | Edgardo Baltodano | 13 de septiembre | 19:00 |  |
| L. D. Alajuelense  | 2 - 0 | C. S. Cartaginés   | Morera Soto       | 13 de septiembre | 20:30 |  |

| Deportivo Saprissa | 7 - 0 | Municipal Grecia   | Ricardo Saprissa  | 15 de septiembre | 18:00 |  |
| Municipal Liberia  | 0 - 1 | A. D. Guanacasteca | Edgardo Baltodano | 15 de septiembre | 20:30 |  |
| Pérez Zeledón      | 2 - 2 | A. D. San Carlos   | Municipal         | 16 de septiembre | 17:00 |  |
| Santos de Guápiles | 1 - 1 | C. S. Herediano    | Ebal Rodríguez    | 16 de septiembre | 18:40 |  |
| L. D. Alajuelense  | 2 - 0 | Puntarenas F. C.   | Morera Soto       | 16 de septiembre | 20:00 |  |
| C. S. Cartaginés   | 2 - 1 | Sporting F. C.     | "Fello" Meza      | 17 de septiembre | 11:00 |  |

| A. D. Guanacasteca | 3 - 2 | L. D. Alajuelense  | Chorotega         | 19 de septiembre | 15:00 |  |
| Deportivo Saprissa | 2 - 0 | Santos de Guápiles | Ricardo Saprissa  | 19 de septiembre | 20:00 |  |
| Sporting F. C.     | 1 - 3 | C. S. Herediano    | Ernesto Rohrmoser | 20 de septiembre | 18:00 |  |
| C. S. Cartaginés   | 4 - 0 | Pérez Zeledón      | "Fello" Meza      | 20 de septiembre | 20:00 |  |
| A. D. San Carlos   | 2 - 1 | Municipal Liberia  | Carlos Ugalde     | 20 de septiembre | 20:00 |  |
| Municipal Grecia   | 1 - 1 | Puntarenas F. C.   | "Coyella" Fonseca | 21 de septiembre | 20:00 |  |

| A. D. Guanacasteca | 1 - 2 | C. S. Cartaginés   | Chorotega         | 23 de septiembre | 15:00 |  |
| C. S. Herediano    | 2 - 2 | Municipal Liberia  | "Coyella" Fonseca | 23 de septiembre | 17:45 |  |
| L. D. Alajuelense  | 4 - 0 | Santos de Guápiles | Morera Soto       | 23 de septiembre | 20:10 |  |
| Puntarenas F. C.   | 2 - 0 | Pérez Zeledón      | "Lito" Pérez      | 24 de septiembre | 15:00 |  |
| Sporting F. C.     | 1 - 2 | Deportivo Saprissa | Ernesto Rohrmoser | 24 de septiembre | 18:00 |  |
| Municipal Grecia   | 1 - 0 | A. D. San Carlos   | Rafael Bolaños    | 25 de septiembre | 15:00 |  |

| Santos de Guápiles | 2 - 1 | Puntarenas F. C.   | Ebal Rodríguez    | 30 de septiembre | 18:00 |  |
| Pérez Zeledón      | 1 - 4 | C. S. Herediano    | Municipal         | 30 de septiembre | 20:00 |  |
| A. D. San Carlos   | 2 - 2 | Sporting F. C.     | Carlos Ugalde     | 30 de septiembre | 20:10 |  |
| C. S. Cartaginés   | 4 - 1 | Municipal Grecia   | "Fello" Meza      | 1 de octubre     | 11:00 |  |
| Municipal Liberia  | 3 - 3 | L. D. Alajuelense  | Edgardo Baltodano | 1 de octubre     | 15:00 |  |
| Deportivo Saprissa | 4 - 0 | A. D. Guanacasteca | Ricardo Saprissa  | 1 de octubre     | 18:15 |  |

| Municipal Grecia  | 0 - 0 | Santos de Guápiles | "Coyella" Fonseca | 6 de octubre | 19:00 |  |
| Pérez Zeledón     | 3 - 2 | Municipal Liberia  | Municipal         | 7 de octubre | 17:00 |  |
| C. S. Herediano   | 2 - 0 | Deportivo Saprissa | "Coyella" Fonseca | 7 de octubre | 20:00 |  |
| Puntarenas F. C.  | 0 - 4 | C. S. Cartaginés   | "Lito" Pérez      | 8 de octubre | 15:00 |  |
| L. D. Alajuelense | 1 - 2 | Sporting F. C.     | Morera Soto       | 8 de octubre | 17:30 |  |
| A. D. San Carlos  | 0 - 1 | A. D. Guanacasteca | Carlos Ugalde     | 8 de octubre | 18:00 |  |

| Municipal Liberia  | 1 - 1 | Santos de Guápiles | Edgardo Baltodano | 17 de octubre   | 15:00 |  |
| Sporting F. C.     | 2 - 1 | Municipal Grecia   | Ernesto Rohrmoser | 17 de octubre   | 18:00 |  |
| Deportivo Saprissa | 4 - 1 | Puntarenas F. C.   | Ricardo Saprissa  | 17 de octubre   | 20:00 |  |
| C. S. Cartaginés   | 4 - 3 | A. D. San Carlos   | "Fello" Meza      | 18 de octubre   | 18:00 |  |
| L. D. Alajuelense  | 2 - 0 | Pérez Zeledón      | Morera Soto       | 18 de octubre   | 20:30 |  |
| A. D. Guanacasteca | 0 - 1 | C. S. Herediano    | Chorotega         | 15 de noviembre | 15:00 |  |

| C. S. Cartaginés   | 0 - 4 | Deportivo Saprissa | "Fello" Meza      | 21 de octubre | 17:00 |  |
| Sporting F. C.     | 1 - 1 | A. D. Guanacasteca | Ernesto Rohrmoser | 21 de octubre | 17:00 |  |
| A. D. San Carlos   | 0 - 1 | L. D. Alajuelense  | Carlos Ugalde     | 21 de octubre | 19:30 |  |
| C. S. Herediano    | 2 - 1 | Puntarenas F. C.   | "Coyella" Fonseca | 21 de octubre | 20:00 |  |
| Santos de Guápiles | 2 - 0 | Pérez Zeledón      | Ebal Rodríguez    | 22 de octubre | 16:00 |  |
| Municipal Grecia   | 2 - 3 | Municipal Liberia  | "Coyella" Fonseca | 22 de octubre | 16:00 |  |

| Santos de Guápiles | 1 - 0 | C. S. Cartaginés   | Ebal Rodríguez    | 27 de octubre | 19:00 |  |
| Municipal Liberia  | 2 - 1 | Sporting F. C.     | Edgardo Baltodano | 27 de octubre | 20:00 |  |
| Puntarenas F. C.   | 1 - 2 | A. D. Guanacasteca | "Lito" Pérez      | 28 de octubre | 15:00 |  |
| Pérez Zeledón      | 0 - 2 | Municipal Grecia   | Municipal         | 28 de octubre | 17:00 |  |
| L. D. Alajuelense  | 1 - 0 | C. S. Herediano    | Morera Soto       | 28 de octubre | 20:00 |  |
| Deportivo Saprissa | 2 - 1 | A. D. San Carlos   | Ricardo Saprissa  | 29 de octubre | 16:00 |  |

| A. D. San Carlos   | 2 - 1 | Puntarenas F. C.   | Carlos Ugalde     | 3 de noviembre | 19:30 |  |
| A. D. Guanacasteca | 1 - 0 | Santos de Guápiles | Chorotega         | 4 de noviembre | 15:00 |  |
| Sporting F. C.     | 4 - 0 | Pérez Zeledón      | Ernesto Rohrmoser | 4 de noviembre | 17:00 |  |
| Deportivo Saprissa | 1 - 0 | L. D. Alajuelense  | Ricardo Saprissa  | 4 de noviembre | 20:00 |  |
| C. S. Cartaginés   | 3 - 2 | Municipal Liberia  | "Fello" Meza      | 5 de noviembre | 11:00 |  |
| Municipal Grecia   | 0 - 0 | C. S. Herediano    | Rafael Bolaños    | 5 de noviembre | 15:00 |  |

| Pérez Zeledón      | 0 - 0 | A. D. Guanacasteca | Municipal         | 8 de noviembre | 15:00 |  |
| L. D. Alajuelense  | 2 - 0 | Municipal Grecia   | Morera Soto       | 8 de noviembre | 18:00 |  |
| Santos de Guápiles | 0 - 2 | A. D. San Carlos   | Ebal Rodríguez    | 8 de noviembre | 18:30 |  |
| Puntarenas F. C.   | 4 - 0 | Sporting F. C.     | "Lito" Pérez      | 8 de noviembre | 20:00 |  |
| C. S. Herediano    | 1 - 0 | C. S. Cartaginés   | "Coyella" Fonseca | 8 de noviembre | 20:30 |  |
| Municipal Liberia  | 1 - 2 | Deportivo Saprissa | Edgardo Baltodano | 9 de noviembre | 20:00 |  |

| A. D. Guanacasteca | 0 - 0 | Municipal Grecia   | Chorotega         | 11 de noviembre | 15:00 |  |
| A. D. San Carlos   | 2 - 1 | C. S. Herediano    | Carlos Ugalde     | 11 de noviembre | 19:00 |  |
| Municipal Liberia  | 0 - 0 | Puntarenas F. C.   | Edgardo Baltodano | 11 de noviembre | 20:00 |  |
| C. S. Cartaginés   | 1 - 1 | L. D. Alajuelense  | "Fello" Meza      | 12 de noviembre | 11:00 |  |
| Deportivo Saprissa | 4 - 0 | Pérez Zeledón      | Ricardo Saprissa  | 12 de noviembre | 16:00 |  |
| Sporting F. C.     | 1 - 0 | Santos de Guápiles | Ernesto Rohrmoser | 12 de noviembre | 18:00 |  |

| Sporting F. C.     | 1 - 1 | C. S. Cartaginés   | Ernesto Rohrmoser | 21 de noviembre | 19:00 |  |
| A. D. Guanacasteca | 4 - 2 | Municipal Liberia  | Chorotega         | 22 de noviembre | 15:00 |  |
| Puntarenas F. C.   | 1 - 2 | L. D. Alajuelense  | "Lito" Pérez      | 22 de noviembre | 19:00 |  |
| C. S. Herediano    | 3 - 0 | Santos de Guápiles | "Coyella" Fonseca | 22 de noviembre | 20:00 |  |
| Municipal Grecia   | 1 - 2 | Deportivo Saprissa | Rafael Bolaños    | 23 de noviembre | 15:00 |  |
| A. D. San Carlos   | 1 - 0 | Pérez Zeledón      | Carlos Ugalde     | 23 de noviembre | 19:00 |  |

| Puntarenas F. C.   | 1 - 2 | Municipal Grecia   | "Lito" Pérez      | 25 de noviembre | 17:00 |  |
| L. D. Alajuelense  | 3 - 4 | A. D. Guanacasteca | Morera Soto       | 25 de noviembre | 20:00 |  |
| Pérez Zeledón      | 1 - 0 | C. S. Cartaginés   | Municipal         | 25 de noviembre | 20:00 |  |
| C. S. Herediano    | 3 - 0 | Sporting F. C.     | "Coyella" Fonseca | 25 de noviembre | 20:00 |  |
| Santos de Guápiles | 1 - 2 | Deportivo Saprissa | Ebal Rodríguez    | 26 de noviembre | 15:00 |  |
| Municipal Liberia  | 0 - 1 | A. D. San Carlos   | Edgardo Baltodano | 26 de noviembre | 18:00 |  |

## Fase final

### Cuadro de desarrollo
|  | Semifinales                                           | Semifinales                                           | Semifinales                                           | Semifinales                                           | Semifinales                                           |   |    | Final                                          | Final                                          | Final                                          | Final                                          | Final                                          |  |
|  | 2 y 3 de diciembre (ida) 9 y 10 de diciembre (vuelta) | 2 y 3 de diciembre (ida) 9 y 10 de diciembre (vuelta) | 2 y 3 de diciembre (ida) 9 y 10 de diciembre (vuelta) | 2 y 3 de diciembre (ida) 9 y 10 de diciembre (vuelta) | 2 y 3 de diciembre (ida) 9 y 10 de diciembre (vuelta) |   |    | 14 de diciembre (ida) 17 de diciembre (vuelta) | 14 de diciembre (ida) 17 de diciembre (vuelta) | 14 de diciembre (ida) 17 de diciembre (vuelta) | 14 de diciembre (ida) 17 de diciembre (vuelta) | 14 de diciembre (ida) 17 de diciembre (vuelta) |  |
|  |                                                       |                                                       |                                                       |                                                       |                                                       |   |    |                                                |                                                |                                                |                                                |                                                |  |
|  |                                                       |                                                       |                                                       |                                                       |                                                       |   |    |                                                |                                                |                                                |                                                |                                                |  |
|  | 1                                                     | Saprissa                                              | 2                                                     | 4                                                     | 6                                                     |   |    |                                                |                                                |                                                |                                                |                                                |  |
|  | 1                                                     | Saprissa                                              | 2                                                     | 4                                                     | 6                                                     |   |    |                                                |                                                |                                                |                                                |                                                |  |
|  | 4                                                     | Cartaginés                                            | 0                                                     | 0                                                     | 0                                                     |   |    |                                                |                                                |                                                |                                                |                                                |  |
|  | 4                                                     | Cartaginés                                            | 0                                                     | 0                                                     | 0                                                     |   | F1 | Saprissa                                       | 2                                              | 1                                              | 3                                              |                                                |  |
|  |                                                       |                                                       |                                                       |                                                       |                                                       |   | F1 | Saprissa                                       | 2                                              | 1                                              | 3                                              |                                                |  |
|  |                                                       |                                                       | F2                                                    | Herediano                                             | 1                                                     | 0 | 1  |                                                |                                                |                                                |                                                |                                                |  |
|  | 2                                                     | Alajuelense                                           | F2                                                    | Herediano                                             | 1                                                     | 0 | 1  | 0                                              | 1                                              | 1                                              |                                                |                                                |  |
|  | 2                                                     | Alajuelense                                           |                                                       |                                                       |                                                       |   |    | 0                                              | 1                                              | 1                                              |                                                |                                                |  |
|  | 3                                                     | Herediano                                             | 3                                                     | 0                                                     | 3                                                     |   |    |                                                |                                                |                                                |                                                |                                                |  |
|  | 3                                                     | Herediano                                             | 3                                                     | 0                                                     | 3                                                     |   |    |                                                |                                                |                                                |                                                |                                                |  |
|  |                                                       |                                                       |                                                       |                                                       |                                                       |   |    |                                                |                                                |                                                |                                                |                                                |  |

### Semifinales

#### Saprissa - Cartaginés
| 3 de diciembre de 2023; 11:00 | C. S. Cartaginés | 0:2 (0:1) | Saprissa                             | "Fello" Meza, Cartago                                   |                                                         |
|                               |                  |           | Javon East 17' · Warren Madrigal 74' | Asistencia: 7000 espectadores Árbitro(s): Pablo Camacho | Asistencia: 7000 espectadores Árbitro(s): Pablo Camacho |

| 9 de diciembre de 2023; 20:00 | Saprissa                                                                             | 4:0 (2:0) (Global 6:0) | C. S. Cartaginés | Estadio Ricardo Saprissa, Tibás, San José              |                                                        |
|                               | Jefferson Brenes 2' · Fidel Escobar 15' · Ariel Rodríguez 82' · Orlando Sinclair 90' |                        |                  | Asistencia: 12000 espectadores Árbitro(s): David Gómez | Asistencia: 12000 espectadores Árbitro(s): David Gómez |

#### Alajuelense - Herediano
| 2 de diciembre de 2023; 20:00 | Herediano                                                | 3:0 (2:0) | Alajuelense | ”Coyella” Fonseca, Guadalupe, San José                |                                                       |
|                               | Elías Aguilar 12' · Jesús Godínez 45+1' · Allan Cruz 61' |           |             | Asistencia: 5.000 espectadores Árbitro(s): Bryan Cruz | Asistencia: 5.000 espectadores Árbitro(s): Bryan Cruz |

| 10 de diciembre de 2023; 17:00 | Alajuelense        | 1:0 (0:0) (Global 1:3) | Herediano | Morera Soto, Alajuela                                     |                                                           |
|                                | Joshua Navarro 57' |                        |           | Asistencia: 9000 espectadores Árbitro(s): Benjamín Pineda | Asistencia: 9000 espectadores Árbitro(s): Benjamín Pineda |

### Final II Fase

#### Saprissa - Herediano
| 14 de diciembre de 2023; 20:00 | Herediano      | 1:2 (0:1) | Saprissa                 | ”Coyella” Fonseca, Guadalupe, San José                      |                                                             |
|                                | Allan Cruz 55' |           | Warren Madrigal 34', 48' | Asistencia: 5000 espectadores Árbitro(s): Adrián Chinchilla | Asistencia: 5000 espectadores Árbitro(s): Adrián Chinchilla |

| 17 de diciembre de 2023; 17:00 | Saprissa                | 1:0 (0:0) (Global 3:1) | Herediano | Ricardo Saprissa, Tibás, San José |                                   |
|                                | Michaell Chirinos 90+2' |                        |           | Árbitro(s): Juan Gabriel Calderón | Árbitro(s): Juan Gabriel Calderón |

|                  |
| Campeón Saprissa |
| 39.to título     |

## Estadísticas

### Máximos goleadores
Lista con los máximos goleadores de la competencia.
| Núm. | Pos.           | Jugador          | Equipo             | Goles |
| ---- | -------------- | ---------------- | ------------------ | ----- |
| 1.º  | Delantero      | Jesús Godínez    | C. S. Herediano    | 14    |
| 2.º  | Delantero      | Javon East       | Deportivo Saprissa | 12    |
| 3.º  | Delantero      | Ariel Rodríguez  | Deportivo Saprissa | 11    |
| 4.º  | Delantero      | Steven Cárdenas  | Sporting F. C.     | 9     |
| 4.º  | Delantero      | Erick Torres     | A. D. Guanacasteca | 9     |
| 6.º  | Delantero      | Orlando Sinclair | Deportivo Saprissa | 8     |
| 7.º  | Delantero      | Johan Venegas    | L. D. Alajuelense  | 7     |
| 7.º  | Delantero      | Jostin Daly      | C. S. Cartaginés   | 7     |
| 7.º  | Delantero      | Raúl Vidal       | Liberia            | 7     |
| 7.º  | Centrocampista | Ronaldo Araya    | C. S. Herediano    | 7     |
| 7.º  | Centrocampista | Allen Guevara    | C. S. Cartaginés   | 7     |

### Tripletes o más
| Fecha            | Jugador       | Goles         | Local             |  | Resultado |  | Visitante          | Jornada |
| ---------------- | ------------- | ------------- | ----------------- |  | --------- |  | ------------------ | ------- |
| 29 de julio      | Jesús Godínez | 45+5' 48' 62' | C. S. Herediano   |  | 4 - 0     |  | Pérez Zeledón      | 2       |
| 13 de agosto     | Javon East    | 12' 28' 56'   | Puntarenas F. C.  |  | 2 - 4     |  | Deportivo Saprissa | 4       |
| 23 de septiembre | Carlos Mora   | 18' 23' 65'   | L. D. Alajuelense |  | 4 - 0     |  | Santos de Guápiles | 12      |

### Autogoles
| Fecha            | Jugador            | Minuto | Local              |  | Resultado |  | Visitante         | Jornada |
| ---------------- | ------------------ | ------ | ------------------ |  | --------- |  | ----------------- | ------- |
| 29 de julio      | Celso Borges       | 27'    | L. D. Alajuelense  |  | 3 - 3     |  | Municipal Liberia | 2       |
| 12 de agosto     | Jean Carlo Sánchez | 9'     | Sporting F. C.     |  | 1 - 0     |  | Municipal Grecia  | 4       |
| 19 de septiembre | Giancarlo González | 77'    | A. D. Guanacasteca |  | 3 - 2     |  | L. D. Alajuelense | 11      |